# Рудольф Бамлер
Рудольф Карл Йоганнес Бамлер (нім. Rudolf Karl Johannes Bamler; 6 травня 1896, Остербург — 13 березня 1972, Східний Берлін) — німецький військовий діяч, генерал-лейтенант вермахту, генерал-майор Казарменої народної поліції. Кавалер Німецького хреста в золоті.

## Біографія
Вступив фанен-юнкером в 59-й польовий артилерійський полк. Учасник Першої світової війни. Після демобілізації армії залишений в рейхсвері, пройшов підготовку офіцера Генерального Штабу.
24 травня 1938 року очолив відділ Абвер III, який відав питаннями військової контррозвідки, керував розгортанням контррозвідки в вермахті, створенням її підрозділів і центрального апарату. Як практично єдиний справжній нацист в Абвері і «особистий представник» Генріха Гіммлера і СС там, прагнув налагодити дружні відносини з гестапо, що можливо, зіграло свою роль в його переводі в армію. 1 березня 1939 року призначений командиром 74-го артилерійського полку.
З початком Другої світової війни 1 вересня 1939 роки очолив штаб 7-го військового округу, а 12 вересня очолив штаб командувача військами в Данцигу-Західній Пруссії. З 25 листопада — начальник штабу 47-го армійського корпусу, а з 15 травня 1942 року по 30 квітня 1944 року — штабу армії «Норвегія».
1 червня 1944 року призначений командиром 12-ї піхотної дивізії. У тому ж місяці в ході Білоруської наступальної операції в Могильовській області дивізія була розгромлена, а Бамлер 27 червня 1944 року взятий в полон групою захоплення на чолі з командиром батальйону 609-го стрілецького полку 139-ї стрілецької дивізії 50-ї армії 2-го Білоруського фронту капітаном Фатіним.
Активно співпрацював з радянськими органами безпеки, брав участь в роботі антинацистських організацій військовополонених.
21 квітня 1950 року репатрійований в НДР; очолив поліцейське училище в Глевені, потім призначений на пост начальника військово-технічного училища коменданта Ерфурта. У 1959 році переведений в штазі, 31 грудня 1963 року вийшов у відставку.

## Звання
- Фенріх (3 жовтня 1914)
- Лейтенант (31 грудня 1914)
- Обер-лейтенант (18 жовтня 1918)
- Гауптман (1 листопада 1927)
- Майор (1 квітня 1934)
- Оберст-лейтенант (1 серпня 1936)
- Оберст (1 березня 1939)
- Генерал-майор (1 квітня 1942)
- Генерал-лейтенант (1 жовтня 1943)
- Генерал-майор КНП (1 жовтня 1952)

## Нагороди
- Залізний хрест 2-го і 1-го класу
- Почесний хрест ветерана війни з мечами
- Медаль «За вислугу років у Вермахті» 4-го, 3-го, 2-го і 1-го класу (25 років)
- Застібка до Залізного хреста 2-го і 1-го класу
- Німецький хрест в золоті (12 березня 1942)
- Медаль «За зимову кампанію на Сході 1941/42»
- Орден «За заслуги перед Вітчизною» (НДР) в сріблі (1 березня 1966)